# Claude Lévi-Strauss
Claude Lévi-Strauss (Brüsszel, 1908. november 28. – Párizs, 2009. október 30.) belgiumi születésű francia szociológus, etnológus és antropológus, a strukturalista mozgalom fő teoretikusa és a strukturális antropológia irányzatának megteremtője.

## Élete
Brüsszelben született, egy francia-zsidó család gyermekeként. Párizsban filozófiát és jogot hallgatott. Marcel Mauss hatására ekkor kezdett el az etnológia és az antropológia iránt érdeklődni. 1935-től a São Pauló-i egyetemen a szociológia professzora volt, s közben jelentős terepmunkát folytatott az amazóniai indiánok között. 1942-től New Yorkban, 1945-től az 1990-es évek elejéig Párizsban tanított vallásetnológiát, vallásantropológiát és szociológiát, miközben a francia strukturalista mozgalom elismert, az irányzat módszertanát általános igénnyel is megfogalmazó vezéralakja lett. 1972-től a Francia Akadémia tagja.

## Munkássága
Lévi-Strauss alapvető tudományos problémája a vallási valóság és a mögötte megbúvó emberi gondolkodás szerkezetének alakulása a primitív népek, az írás előtti kultúrák világában. Első lépésben, brazíliai anyaga alapján a rokonsági struktúrák által tagolt archaikus társadalom nyelvi és kommunikációs rendszerét vizsgálta, tudattalan logikai struktúrák nyomait vélve felfedezni azok szerkezetében. Ebből építette fel a vad gondolkodás (la pensée sauvage) fogalmát, amely a régiek gondolkodását egy asszociációs és metaforikus logikára, valamint az arra épülő mágikus-totemisztikus magatartásra, mint az ősi vallás formájára vezette vissza.
Az archaikus gondolkodásról és a vallási valóság őstörténetéről vallott nézeteinek összefoglalását végül a mitológiákról írott, elsősorban amerikai indián anyagot feldolgozó könyvsorozatában tárta az olvasók elé, azt a tézisét támasztva alá, hogy a mítoszok nyelve egy olyan „ősvallás” kommunikációs valóságára utal, amelyben a valóság és annak nyelvtani interpretációja sajátos, logikán kívüli kapcsolatban van egymással.

## Főbb művei
- Szomorú trópusok (Tristes tropiques), Paris: 1955
- Anthropologie structurale, Paris: 1958
- La pensée sauvage, Paris: 1962
- Le totémisme aujourd'hui, Paris: 1962
- Mythologiques 1-4., Paris: 1964-75
- Les structures élémentaires de la parenté, Paris: 1967
- L'Homme nu, Paris: 1971
- Anthropologie structurale II., Paris: 1973
  - Strukturális antropológia I-II. Budapest, 2001, Osiris
- Le regard éloigné. Anthropologie structurale III., Paris: 1983
- Mythologica 1-4., Paris: 1971-75

## Magyarul
- Szomorú trópusok; ford. Örvös Lajos, utószó Köpeczi Béla; Európa, Bp., 1973
- Faj és történelem; ford. Bojtár Péter, tan. Boglár Lajos; Napvilág, Bp., 1999
- Strukturális antropológia, 1-2.; ford. Saly Noémi, Szántó Diana; Osiris, Bp., 2001 (Osiris tankönyvek)